# 萩岩睦美
萩岩 睦美（はぎいわ むつみ、1962年1月12日 - ）は、日本の漫画家、イラストレーター。福岡県北九州市出身、在住。北九州市立引野中学校、福岡県立八幡中央高等学校を経て、大分県立芸術短期大学デザイン科卒業。デンマーク人の夫を持つ。

## 経歴
1978年、『りぼん4月大増刊号』（集英社）に掲載の「はとポッポが歌えれば」でデビュー。当時の『りぼん』の看板作家であった。『りぼん』掲載中はファンタジー要素を含んだ作品が多く、幻想的で心温まる作風と評価されている。代表作には『銀曜日のおとぎばなし』や『小麦畑の三等星』が挙げられる。
『りぼん』休筆後は『コーラス』、『YOU』、『office YOU』（いずれも集英社）で執筆。2010年7月に公式ホームページを開設した。
2011年には萩岩の他、文月今日子、山田圭子による「地元ゆかり 少女漫画家3人展」が北九州市で開催された。
2019年春に初の単独原画展「萩岩睦美の世界展」を北九州市で開催。

## 作品リスト

### 漫画
※（）内は単行本発行日。また上記単行本の出版元はすべて集英社。
りぼんマスコットコミックス
- シネマ・ドリーム（1980.2.20）
- ミッドナイトはりねずみ（1981.7.20）
- 小麦畑の三等星（1982.9.19 - ）
- 銀曜日のおとぎばなし（1983.10.19 - ）
- パールガーデン（1985.12.15 - ）
- 魔法の砂糖菓子（1986.11.19 - ）
- うさぎ月夜に星のふね（1987.3.18 - ）
- 悪魔という名の天使（1988.11.20）
- アラビアン花ちゃん（1989.8.16）
- くるみの森（1991.4.20 - ）
- プ〜イ（1993.8.4）
- うりちゃんとくりちゃん（1994.8.15）

ヤングユーコミックス コーラスシリーズ
- 鳥の家（1996.8.26）
- 水玉模様のシンデレラ（1997.10.22 - ）
- ボタンをかぞえて（1997.10.22 - ）

クイーンズコミックス
- たんぽぽ保育園カンタマン（2002.2.24 - ）
- 大きな大きな樫の木の上で（2003.6.24）
  - 大きな大きな樫の木の上で
  - りおのじゅもん
  - 月を飲む器 うさぎと食べるごはん
  - 庭には子ヤギ
- 素敵な夢を 〜ハートフル読切り集〜（2004.5.24）
  - 素敵な夢を
  - エナガの親子を見にいこう
  - 古井戸に満月の光注ぐとき
  - お堂の下で
- がんこちゃん（2005.12.24 - ）

オフィスユーコミックス
- 天然家族
- 遠くの村から来たリリヤ（2016.4.22）
  - 遠くの村から来たリリヤ
  - ハートのコイン

集英社文庫 コミック版
- 銀曜日のおとぎばなし（1999.4.21 - ）
- 小麦畑の三等星（2001.6.20 - ）
- うさぎ月夜に星のふね（2004.8.15 - ）
- 水玉模様のシンデレラ（2004.11.18 - ）
- アラビアン花ちゃん（2006.7）
- パールガーデン（2006.7）

学習漫画 世界の伝記NEXT
- マリア・フォン・トラップ（2012.3.5）

### その他
- モモマルくん - 北九州市の人権推進運動マスコット・キャラクター（2010年11月より）[5]
- くりちゃんのふしぎながっき（2013年6月5日発売、集英社）初のオリジナル絵本。はぎいわむつみ名義。ISBN 978-4-08-781514-6[6]
- エナガの一生（著：松原卓二、2017年9月7日発売、東京書籍）ISBN 978-4-487-81104-5[7]
- 萩岩睦美 再現画作品集「NEW BUT OLD 1」（アートスタイル[8][9]）自費出版、書店等の取り扱いなし